# Umberto Lenzini
Umberto Lenzini (Walsenburg, 20 luglio 1912 – Roma, 22 febbraio 1987) è stato un imprenditore, dirigente sportivo, calciatore e velocista statunitense naturalizzato italiano, di ruolo difensore o centrocampista.
Fu il presidente della Lazio che vinse lo scudetto nella stagione 1973-1974. Rimase in carica fino al 1980.

## Biografia
Umberto Lenzini nacque a Walsenburg, in Colorado, da una famiglia originaria di Fiumalbo (MO), un piccolo paese dell'alto Appennino Modenese posto alle pendici del Monte Cimone, che emigrò negli Stati Uniti e divenne proprietaria di un emporio a Huerfano, nei pressi di Colorado Springs.
Tornata in Italia, la famiglia investì il denaro guadagnato oltreoceano nell'acquisto di alcuni terreni nei dintorni di Roma.
Il giovane Lenzini divenne calciatore professionista con le maglie di Pistoiese, Rondinella, Fortitudo e Juventus Roma.
Vinse anche i campionati giovanili di atletica leggera, vantando un record di 11 secondi netti nella sua specialità, i 100 m.

Lenzini, come in ogni gara casalinga, saluta i tifosi laziali durante il suo giro di campo.

Divenne imprenditore di successo nel ramo delle costruzioni civili con l'impresa che portava il suo nome, edificando nell'area nord-occidentale della Capitale (Valle Aurelia, Pineta Sacchetti), all'epoca ancora disabitata; nel 1964 entrò nei quadri dirigenziali della Lazio come consigliere; nel 1965, a seguito di una crisi che vide la proprietà opporsi ad alcuni giocatori per questioni di compensi, divenne vicecommissario della società e, il giorno 18 novembre, presidente e maggior azionista del club biancoceleste.
Il suo primo campionato da presidente, quello del 1965-66, si risolse in una salvezza nelle ultime giornate, ma non poté evitare la retrocessione in serie B la stagione successiva, durante la quale la Lazio fu trasformata in società per azioni; nel 1969, con la formazione romana militante in serie cadetta, il Sor Umberto fece gli acquisti che si rivelarono essere tra i più importanti della sua gestione e della storia recente del club biancoceleste, ovvero quelli di Giorgio Chinaglia e di Giuseppe Wilson, rilevati per duecento milioni di lire dell'epoca dall'Internapoli; i due giocatori furono l'ossatura della squadra che, grazie alla guida tecnica di Tommaso Maestrelli, tornarono in serie A e, nel 1973-74 riuscirono a dare alla Lazio il primo scudetto della sua storia.
Successivamente, sotto la sua gestione, la Lazio dovette affrontare rovesci di tipo extrasportivo come la lunga malattia e la successiva scomparsa del tecnico Maestrelli, la morte del calciatore Luciano Re Cecconi, ucciso da un gioielliere romano nel gennaio del 1977 per una presunta simulazione di rapina (vicenda mai del tutto chiarita), e lo scandalo delle scommesse clandestine del 1980, che vide diversi giocatori, tra cui alcuni proprio della Lazio, arrestati dalla Guardia di Finanza con le accuse di frode sportiva (poi decadute) e che si risolse con la retrocessione del club capitolino in serie B e a seguito del quale, il 10 settembre successivo, Lenzini passò la presidenza a suo fratello Aldo, che la cedette a sua volta poco tempo dopo a Gian Chiarion Casoni, maggior esponente di una finanziaria che acquistò le quote della famiglia Lenzini.
Per i suoi modi bonari era stato ribattezzato dai tifosi laziali «papà Lenzini».
Il 22 febbraio 1987, a 74 anni, Lenzini morì per un infarto cardiaco nella sua abitazione romana.
I suoi funerali si tennero il giorno seguente a San Lorenzo fuori le mura alla presenza dei giocatori e della dirigenza della Lazio del periodo.